# Interlands Oostenrijks voetbalelftal 1940-1949
Deze pagina toont een chronologisch en gedetailleerd overzicht van de interlands die het Oostenrijks voetbalelftal heeft gespeeld in de periode 1940 – 1949.

## Interlands

### 1940
Geen interlands gespeeld.

### 1941
Geen interlands gespeeld.

### 1942
Geen interlands gespeeld.

### 1943
Geen interlands gespeeld.

### 1944
Geen interlands gespeeld.

### 1945
|                                                                          |                                              |       |            |                                                                                        |
| 19 augustus Vriendschappelijk № 193 «onderlinge duels» 17:00 uur (UTC+2) | Hongarije                                    | 2 – 0 | Oostenrijk | Üllői úti stadion, Boedapest Toeschouwers: 40.000 Scheidsrechter: György Szigeti (HUN) |
| 19 augustus Vriendschappelijk № 193 «onderlinge duels» 17:00 uur (UTC+2) | Ferenc Rudas 18' (pen.) Gyula Zsengellér 32' |       |            | Üllői úti stadion, Boedapest Toeschouwers: 40.000 Scheidsrechter: György Szigeti (HUN) |

|                                                                          |                                                                                |       |                                   |                                                                                     |
| 20 augustus Vriendschappelijk № 194 «onderlinge duels» 17:00 uur (UTC+2) | Hongarije                                                                      | 5 – 2 | Oostenrijk                        | Üllői úti stadion, Boedapest Toeschouwers: 20.000 Scheidsrechter: Pál Hertzka (HUN) |
| 20 augustus Vriendschappelijk № 194 «onderlinge duels» 17:00 uur (UTC+2) | Ferenc Puskás 12' Ferenc Szusza 13', 56' Gyula Zsengellér 15' Gyula Vincze 38' |       | 22' Fritz Kominek 42' Karl Decker | Üllői úti stadion, Boedapest Toeschouwers: 20.000 Scheidsrechter: Pál Hertzka (HUN) |

|                                                                         |                                              |       |                    |                                                                           |
| 6 december Vriendschappelijk № 195 «onderlinge duels» 14:00 uur (UTC+1) | Oostenrijk                                   | 4 – 1 | Frankrijk          | Praterstadion, Wenen Toeschouwers: 55.000 Scheidsrechter: Jean Lutz (SUI) |
| 6 december Vriendschappelijk № 195 «onderlinge duels» 14:00 uur (UTC+1) | Karl Decker 14', 16', 79' Leopold Neumer 68' |       | 8' Émile Bongiorni | Praterstadion, Wenen Toeschouwers: 55.000 Scheidsrechter: Jean Lutz (SUI) |

|                                                                       |                                         |       |                                      |                                                                                |
| 14 april Vriendschappelijk № 196 «onderlinge duels» 16:30 uur (UTC+2) | Oostenrijk                              | 3 – 2 | Hongarije                            | Praterstadion, Wenen Toeschouwers: 60.000 Scheidsrechter: Jaroslav Vlček (TCH) |
| 14 april Vriendschappelijk № 196 «onderlinge duels» 16:30 uur (UTC+2) | Karl Decker 24', 85' Ernst Melchior 71' |       | 6' István Nyers 25' Gyula Zsengellér | Praterstadion, Wenen Toeschouwers: 60.000 Scheidsrechter: Jaroslav Vlček (TCH) |

### 1946
|                                                                    |                                                       |       |                       | |
| 5 mei Vriendschappelijk № 197 «onderlinge duels» 15:00 uur (UTC+1) | Frankrijk                                             | 3 – 1 | Oostenrijk            | Stade olympique Yves-du-Manoir, Colombes Toeschouwers: 57.205 Scheidsrechter: Paul von Wartburg (SUI) |
| 5 mei Vriendschappelijk № 197 «onderlinge duels» 15:00 uur (UTC+1) | Ernest Vaast 66' Oscar Heisserer 83' Lucien Leduc 86' |       | 23' Wilhelm Hahnemann | Stade olympique Yves-du-Manoir, Colombes Toeschouwers: 57.205 Scheidsrechter: Paul von Wartburg (SUI) |

|                                                                        |                      |       |            |                                                                                      |
| 6 oktober Vriendschappelijk № 198 «onderlinge duels» 15:30 uur (UTC+1) | Hongarije            | 2 – 0 | Oostenrijk | Üllői úti stadion, Boedapest Toeschouwers: 35.000 Scheidsrechter: Mika Popović (YUG) |
| 6 oktober Vriendschappelijk № 198 «onderlinge duels» 15:30 uur (UTC+1) | Ferenc Deák 11', 33' |       |            | Üllői úti stadion, Boedapest Toeschouwers: 35.000 Scheidsrechter: Mika Popović (YUG) |

|                                                                         |                                          |       |                                                |                                                                                 |
| 27 oktober Vriendschappelijk № 199 «onderlinge duels» 14:30 uur (UTC+1) | Oostenrijk                               | 3 – 4 | Tsjecho-Slowakije                              | Praterstadion, Wenen Toeschouwers: 56.000 Scheidsrechter: Laurent Franken (BEL) |
| 27 oktober Vriendschappelijk № 199 «onderlinge duels» 14:30 uur (UTC+1) | Franz Binder 40', 55' Franz Kaspirek 90' |       | 19', 86' Vojtech Zachar 65', 71' Jaroslav Cejp | Praterstadion, Wenen Toeschouwers: 56.000 Scheidsrechter: Laurent Franken (BEL) |

|                                                                          |                    |       |            |                                                                                     |
| 10 november Vriendschappelijk № 200 «onderlinge duels» 15:00 uur (UTC+1) | Zwitserland        | 1 – 0 | Oostenrijk | Wankdorf Stadion, Bern Toeschouwers: 30.000 Scheidsrechter: Charles Delasalle (FRA) |
| 10 november Vriendschappelijk № 200 «onderlinge duels» 15:00 uur (UTC+1) | Lucien Pasteur 88' |       |            | Wankdorf Stadion, Bern Toeschouwers: 30.000 Scheidsrechter: Charles Delasalle (FRA) |

|                                                                         |                                                               |       |                                   |                                                                          |
| 1 december Vriendschappelijk № 201 «onderlinge duels» 14:30 uur (UTC+1) | Italië                                                        | 3 – 2 | Oostenrijk                        | San Siro, Milaan Toeschouwers: 53.000 Scheidsrechter: Eugen Scherz (SUI) |
| 1 december Vriendschappelijk № 201 «onderlinge duels» 14:30 uur (UTC+1) | Eusebio Castigliano 8' Valentino Mazzola 16' Silvio Piola 64' |       | 40' Josef Epp 90' Ernst Stojaspal | San Siro, Milaan Toeschouwers: 53.000 Scheidsrechter: Eugen Scherz (SUI) |

### 1947
|                                                                    |                                                                    |       |                    |                                                                                          |
| 4 mei Vriendschappelijk № 202 «onderlinge duels» 17:00 uur (UTC+2) | Hongarije                                                          | 5 – 2 | Oostenrijk         | Üllői úti stadion, Boedapest Toeschouwers: 37.000 Scheidsrechter: Marijan Matančić (YUG) |
| 4 mei Vriendschappelijk № 202 «onderlinge duels» 17:00 uur (UTC+2) | Ferenc Puskás 11', 49', 65' Béla Egresi 12' Karl Bortoli 88' (e.d) |       | 18', 44' Josef Epp | Üllői úti stadion, Boedapest Toeschouwers: 37.000 Scheidsrechter: Marijan Matančić (YUG) |

|                                                                           |                                                                 |       |                             |                                                                                  |
| 14 september Vriendschappelijk № 203 «onderlinge duels» 16:00 uur (UTC+2) | Oostenrijk                                                      | 4 – 3 | Hongarije                   | Praterstadion, Wenen Toeschouwers: 55.000 Scheidsrechter: Giovanni Galeati (ITA) |
| 14 september Vriendschappelijk № 203 «onderlinge duels» 16:00 uur (UTC+2) | Alfred Körner 22' Wilhelm Hahnemann 30' Franz Binder 66' (pen.) |       | 40', 49', 55' Ferenc Szusza | Praterstadion, Wenen Toeschouwers: 55.000 Scheidsrechter: Giovanni Galeati (ITA) |

|                                                                        |                                    |       |                                      |                                                                                  |
| 5 oktober Vriendschappelijk № 204 «onderlinge duels» 15:30 uur (UTC+1) | Tsjecho-Slowakije                  | 3 – 2 | Oostenrijk                           | Letná Stadion, Praag Toeschouwers: 53.000 Scheidsrechter: Generoso Dattilo (ITA) |
| 5 oktober Vriendschappelijk № 204 «onderlinge duels» 15:30 uur (UTC+1) | Jan Říha 36', 60' Jozef Balaži 51' |       | 45' Franz Binder 66' Ernst Stojaspal | Letná Stadion, Praag Toeschouwers: 53.000 Scheidsrechter: Generoso Dattilo (ITA) |

|                                                                         |                                                                                |       |                          |                                                                             |
| 9 november Vriendschappelijk № 205 «onderlinge duels» 14:30 uur (UTC+1) | Oostenrijk                                                                     | 5 – 1 | Italië                   | Praterstadion, Wenen Toeschouwers: 60.000 Scheidsrechter: Jan Roskota (TCH) |
| 9 november Vriendschappelijk № 205 «onderlinge duels» 14:30 uur (UTC+1) | Alfred Körner 24' Ernst Ocwirk 31' Theodor Brinek 36', 77' Ernst Stojaspal 69' |       | 89' Riccardo Carapellese | Praterstadion, Wenen Toeschouwers: 60.000 Scheidsrechter: Jan Roskota (TCH) |

### 1948
|                                                                       |                                       |       |                    |                                                                                  |
| 18 april Vriendschappelijk № 206 «onderlinge duels» 17:00 uur (UTC+2) | Oostenrijk                            | 3 – 1 | Zwitserland        | Praterstadion, Wenen Toeschouwers: 56.000 Scheidsrechter: Giuseppe Carpani (ITA) |
| 18 april Vriendschappelijk № 206 «onderlinge duels» 17:00 uur (UTC+2) | Josef Epp 30', 48' Ernst Melchior 35' |       | 70' Jacques Fatton | Praterstadion, Wenen Toeschouwers: 56.000 Scheidsrechter: Giuseppe Carpani (ITA) |

|                                                                                                   |                                                                |       |                                   |                                                                                |
| 2 mei Centraal-Europese Internationale Beker 1948-1953 № 207 «onderlinge duels» 17:00 uur (UTC+2) | Oostenrijk                                                     | 3 – 2 | Hongarije                         | Praterstadion, Wenen Toeschouwers: 57.000 Scheidsrechter: Jaroslav Vlček (TCH) |
| 2 mei Centraal-Europese Internationale Beker 1948-1953 № 207 «onderlinge duels» 17:00 uur (UTC+2) | Ernst Melchior 20' Theodor Wagner 67' (pen.) Alfred Körner 84' |       | 15' Ferenc Szusza 48' Ferenc Deák | Praterstadion, Wenen Toeschouwers: 57.000 Scheidsrechter: Jaroslav Vlček (TCH) |

|                                                                     |         |                   |            |                                                                                         |
| 30 mei Vriendschappelijk № 208 «onderlinge duels» 17:30 uur (UTC+3) | Turkije | 0 – 1             | Oostenrijk | Dolmabahçestadion, Istanbul Toeschouwers: 17.000 Scheidsrechter: Giovanni Galeati (ITA) |
| 30 mei Vriendschappelijk № 208 «onderlinge duels» 17:30 uur (UTC+3) |         | 64' Alfred Körner |            | Dolmabahçestadion, Istanbul Toeschouwers: 17.000 Scheidsrechter: Giovanni Galeati (ITA) |

|                                                                      |                                        |       |                       |                                                                               |
| 11 juli Vriendschappelijk № 209 «onderlinge duels» 18:00 uur (UTC+1) | Zweden                                 | 3 – 2 | Oostenrijk            | Råsundastadion, Solna Toeschouwers: 37.000 Scheidsrechter: Ernst Hansen (DEN) |
| 11 juli Vriendschappelijk № 209 «onderlinge duels» 18:00 uur (UTC+1) | Nils Liedholm 20' Gunnar Gren 32', 80' |       | 4', 65' Erich Habitzl | Råsundastadion, Solna Toeschouwers: 37.000 Scheidsrechter: Ernst Hansen (DEN) |

| Olympische Spelen 1948 |
| ---------------------- |

|                                                                                      |            |                                       |        |                                                                                |
| 2 augustus Olympische Spelen Eerste ronde № 210 «onderlinge duels» 18:30 uur (UTC+1) | Oostenrijk | 0 – 3                                 | Zweden | White Hart Lane, Londen Toeschouwers: 9.514 Scheidsrechter: William Ling (ENG) |
| 2 augustus Olympische Spelen Eerste ronde № 210 «onderlinge duels» 18:30 uur (UTC+1) |            | 1', 9' Gunnar Nordahl 67' Kjell Rosén |        | White Hart Lane, Londen Toeschouwers: 9.514 Scheidsrechter: William Ling (ENG) |

|  |  |  |  |  |  |  |  |  |

|                                                                        |                                   |       |                    |                                                                                       |
| 3 oktober Vriendschappelijk № 211 «onderlinge duels» 15:00 uur (UTC+1) | Hongarije                         | 2 – 1 | Oostenrijk         | Megyeri úti stadion, Újpest Toeschouwers: 30.000 Scheidsrechter: Jaroslav Vlček (TCH) |
| 3 oktober Vriendschappelijk № 211 «onderlinge duels» 15:00 uur (UTC+1) | Ferenc Deák 16' Ferenc Szusza 30' |       | 41' Ernst Melchior | Megyeri úti stadion, Újpest Toeschouwers: 30.000 Scheidsrechter: Jaroslav Vlček (TCH) |

| |                              |       |            |                                                                                   |
| 31 oktober Centraal-Europese Internationale Beker 1948-1953 № 212 «onderlinge duels» 14:30 (UTC+1) | Tsjecho-Slowakije            | 3 – 1 | Oostenrijk | Tehelné pole, Bratislava Toeschouwers: 31.500 Scheidsrechter: Árpád Kamarás (HUN) |
| 31 oktober Centraal-Europese Internationale Beker 1948-1953 № 212 «onderlinge duels» 14:30 (UTC+1) | Hemele 55', 66' Hlaváček 85' |       | 15' Stroh  | Tehelné pole, Bratislava Toeschouwers: 31.500 Scheidsrechter: Árpád Kamarás (HUN) |

|                                                                          |                                      |       |                        |                                                                                  |
| 14 november Vriendschappelijk № 213 «onderlinge duels» 14:00 uur (UTC+1) | Oostenrijk                           | 2 – 1 | Zweden                 | Praterstadion, Wenen Toeschouwers: 60.000 Scheidsrechter: Giovanni Galeati (ITA) |
| 14 november Vriendschappelijk № 213 «onderlinge duels» 14:00 uur (UTC+1) | Theodor Wagner 36' Erich Habitzl 83' |       | 88' (pen.) Gunnar Gren | Praterstadion, Wenen Toeschouwers: 60.000 Scheidsrechter: Giovanni Galeati (ITA) |

### 1949
|                                                                       |                 |       |         |                                                                                   |
| 20 maart Vriendschappelijk № 214 «onderlinge duels» 16:00 uur (UTC+1) | Oostenrijk      | 1 – 0 | Turkije | Prater-Stadion, Wenen Toeschouwers: 62.000 Scheidsrechter: Giuseppe Carpani (ITA) |
| 20 maart Vriendschappelijk № 214 «onderlinge duels» 16:00 uur (UTC+1) | Karl Decker 45' |       |         | Prater-Stadion, Wenen Toeschouwers: 62.000 Scheidsrechter: Giuseppe Carpani (ITA) |

| |             |       |                  |                                                                                                 |
| 3 april Centraal-Europese Internationale Beker 1948-1953 № 215 «onderlinge duels» 15:00 uur (UTC+1) | Zwitserland | 1 – 2 | Oostenrijk       | Stade Olympique de la Pontaise, Lausanne Toeschouwers: 32.000 Scheidsrechter: Victor Sdez (FRA) |
| 3 april Centraal-Europese Internationale Beker 1948-1953 № 215 «onderlinge duels» 15:00 uur (UTC+1) | Bickel 88'  |       | 15', 81' Habitzl | Stade Olympique de la Pontaise, Lausanne Toeschouwers: 32.000 Scheidsrechter: Victor Sdez (FRA) |

|                                                                                                   |                                                                     |       |                    |                                                                                     |
| 8 mei Centraal-Europese Internationale Beker 1948-1953 № 216 «onderlinge duels» 17:30 uur (UTC+2) | Hongarije                                                           | 6 – 1 | Oostenrijk         | Megyeri úti stadion, Újpest Toeschouwers: .000 Scheidsrechter: Jaroslav Vlček (TCH) |
| 8 mei Centraal-Europese Internationale Beker 1948-1953 № 216 «onderlinge duels» 17:30 uur (UTC+2) | Ferenc Deák 2', 49' Sándor Kocsis 22' Ferenc Puskás 32', 82' (pen.) |       | 79' Ernst Melchior | Megyeri úti stadion, Újpest Toeschouwers: .000 Scheidsrechter: Jaroslav Vlček (TCH) |

| |                                       |       |            |                                                                                               |
| 22 mei Centraal-Europese Internationale Beker 1948-1953 № 217 «onderlinge duels» 16:30 uur (UTC+1) | Italië                                | 3 – 1 | Oostenrijk | Stadio Comunale Giovanni Berta, Florence Toeschouwers: 85.000 Scheidsrechter: Jean Lutz (SUI) |
| 22 mei Centraal-Europese Internationale Beker 1948-1953 № 217 «onderlinge duels» 16:30 uur (UTC+1) | Cappello 26' Amadei 42' Boniperti 43' |       | 70' Huber  | Stadio Comunale Giovanni Berta, Florence Toeschouwers: 85.000 Scheidsrechter: Jean Lutz (SUI) |

| |                                             |       |                    |                                                                                  |
| 25 september Centraal-Europese Internationale Beker 1948-1953 № 218 «onderlinge duels» 16:00 uur (UTC+1) | Oostenrijk                                  | 3 – 1 | Tsjecho-Slowakije  | Praterstadion, Wenen Toeschouwers: 60.000 Scheidsrechter: Giuseppe Carpani (ITA) |
| 25 september Centraal-Europese Internationale Beker 1948-1953 № 218 «onderlinge duels» 16:00 uur (UTC+1) | Karl Decker 33', 82' (pen.) Dolfi Huber 67' |       | 52' Gejza Šimanský | Praterstadion, Wenen Toeschouwers: 60.000 Scheidsrechter: Giuseppe Carpani (ITA) |

|                                                                         |                                              |       |                                                   |                                                                            |
| 16 oktober Vriendschappelijk № 219 «onderlinge duels» 15:00 uur (UTC+1) | Oostenrijk                                   | 3 – 4 | Hongarije                                         | Praterstadion, Wenen Toeschouwers: 65.000 Scheidsrechter: Bill Evans (ENG) |
| 16 oktober Vriendschappelijk № 219 «onderlinge duels» 15:00 uur (UTC+1) | Karl Decker 2', 49' (pen.) Robert Dienst 33' |       | 9', 74' (pen.) Ferenc Puskás 23', 27' Ferenc Deák | Praterstadion, Wenen Toeschouwers: 65.000 Scheidsrechter: Bill Evans (ENG) |

|                                                                          |                                        |       |                                                |                                                                                  |
| 13 november Vriendschappelijk № 220 «onderlinge duels» 14:00 uur (UTC+1) | Joegoslavië                            | 2 – 5 | Oostenrijk                                     | Stadion CDJA, Belgrado Toeschouwers: 50.000 Scheidsrechter: Agostino Gamba (ITA) |
| 13 november Vriendschappelijk № 220 «onderlinge duels» 14:00 uur (UTC+1) | Željko Čajkovski 35' Stjepan Bobek 61' |       | 24', 28', 69' Karl Decker 38', 73' Dolfi Huber | Stadion CDJA, Belgrado Toeschouwers: 50.000 Scheidsrechter: Agostino Gamba (ITA) |

Albanië · België · Bulgarije · Denemarken · Duitsland · Engeland · Estland · Finland · Frankrijk · Griekenland · Hongarije · Ierland · IJsland · Israël · Italië · Joegoslavië · Kroatië · Letland · Litouwen · Luxemburg · Nederland · Noord-Ierland · Noorwegen · Oostenrijk · Polen · Portugal · Roemenië · Schotland · Slowakije · Spanje · Tsjecho-Slowakije · Turkije · Wales · Zweden · Zwitserland
ÖFB · A-internationals · Selecties · Bondscoaches · Oostenrijks vrouwenelftal · Olympisch elftal · Oostenrijk U21 · Oostenrijk U20 · Oostenrijk U19 · Oostenrijk U18 · Oostenrijk U17 · Oostenrijk U16 · Vrouwen U17
1902 – 1919 ·
1920 – 1929 ·
1930 – 1939 ·
1940 – 1949 ·
1950 – 1959 ·
1960 – 1969 ·
1970 – 1979 ·
1980 – 1989 ·
1990 – 1999 ·
2000 – 2009 ·
2010 – 2019 ·
2020 – 2029
EK's: 2008 · 
2016 · 
2020 · 
2024
WK's: 1934 · 
1954 · 
1958 · 
1978 · 
1982 · 
1990 · 
1998
OS: 1912 ·
1936 ·
1948 ·
1952
1902 · 
1903 · 
1904 · 
1905 · 
1906 · 
1907 · 
1908 · 
1909 · 
1910 · 
1911 · 
1912 · 
1913 · 
1914 · 
1915 · 
1916 · 
1917 · 
1918 · 
1919 · 
1920 · 
1921 · 
1922 · 
1923 · 
1924 · 
1925 · 
1926 · 
1927 · 
1928 · 
1929 · 
1930 · 
1931 · 
1932 · 
1933 · 
1934 · 
1935 · 
1936 · 
1937 · 
1938 · 1939 · 1940 · 1941 · 1942 · 1943 · 1944 · 1945 · 
1946 · 
1947 · 
1948 · 
1949 · 
1950 · 
1952 · 
1952 · 
1953 · 
1954 · 
1955 · 
1956 · 
1957 · 
1958 · 
1959 · 
1960 · 
1961 · 
1962 · 
1963 · 
1964 · 
1965 · 
1966 · 
1967 · 
1968 · 
1969 · 
1970 · 
1971 · 
1972 · 
1973 · 
1974 · 
1975 · 
1976 · 
1977 · 
1978 · 
1979 · 
1980 · 
1981 · 
1982 · 
1983 · 
1984 · 
1985 · 
1986 · 
1987 · 
1988 · 
1989 · 
1990 ·
1991 · 
1992 · 
1993 · 
1994 · 
1995 · 
1996 · 
1997 · 
1998 · 
1999 · 
2000 · 
2001 · 
2002 · 
2003 · 
2004 · 
2005 · 
2006 · 
2007 · 
2008 · 
2009 · 
2010 · 
2011 · 
2012 · 
2013 · 
2014 · 
2015 · 
2016 · 
2017 · 
2018 · 
2019 · 
2020 · 
2021 ·
2022
Albanië ·
Algerije ·
Andorra ·
Argentinië ·
Azerbeidzjan ·
België ·
Bosnië en Herzegovina ·
Brazilië ·
Bulgarije ·
Canada ·
Chili ·
Costa Rica ·
Cyprus ·
Denemarken ·
DDR ·
Duitsland ·
Egypte ·
Engeland ·
Estland ·
Faeröer ·
Finland ·
Frankrijk ·
Georgië ·
Ghana ·
Griekenland ·
Hongarije ·
Ierland ·
IJsland ·
Iran ·
Israël ·
Italië ·
Ivoorkust ·
Japan ·
Joegoslavië ·
Kameroen ·
Kazachstan ·
Kroatië ·
Letland ·
Liechtenstein ·
Litouwen ·
Luxemburg ·
Malta ·
Moldavië ·
Montenegro ·
Nederland ·
Nigeria ·
Noord-Ierland ·
Noord-Macedonië ·
Noorwegen ·
Oekraïne ·
Paraguay ·
Peru ·
Polen ·
Portugal ·
Roemenië ·
Rusland ·
San Marino ·
Schotland ·
Servië ·
Slovenië ·
Slowakije ·
Sovjet-Unie ·
Spanje ·
Trinidad en Tobago ·
Tsjechië ·
Tsjecho-Slowakije ·
Tunesië ·
Turkije ·
Uruguay ·
Venezuela ·
Verenigde Staten ·
Wales ·
Wit-Rusland ·
Zweden ·
Zwitserland
Algerije (1982) · 
Chili (1982) · 
Duitsland (2008) · 
Frankrijk (1982) · 
Hongarije (2016) · 
Italië (2021) · 
Kroatië (2008) · 
Nederland (2021) · 
Noord-Ierland (1982) · 
Noord-Macedonië (2021) · 
Oekraïne (2021) · 
Polen (2008) ·  
Portugal (2016) · 
West-Duitsland (1982)